# Mateja Matevski
Mateja Matevski (13. března 1929 Istanbul – 6. června 2018 Skopje) byl severomakedonský básník, literární a divadelní kritik, esejista a překladatel.
Narodil se v makedonské rodině v Turecku. Absolvoval filozofickou fakultu ve Skopje. Poté pracoval jako novinář pro makedonský rozhlas a televizi. Nakonec se stal generálním ředitelem Rozhlasu a televize Skopje. Působil jako profesor na fakultě dramatických umění v Skopje. Byl redaktorem literárního časopisu Mladá literatura, předsedou Festivalu poezie Struga. Napsal třicet knih poezie, které vyšly ve dvaceti jazycích. Vydal též více než čtyřicet knih překladů ze španělštiny, francouzštiny, slovinštiny, ruštiny, albánštiny, srbštiny a portugalštiny.